# Постачання протиповітряної зброї в Україну під час російського вторгнення
У таблицях позначена техніка згідно інформації яка є у відкритих джерелах під час російського вторгнення в Україну.
Станом на червень 2024 року, в Україну відбулося або триває постачання такої кількості зброї (мінімальна оцінка):

## Загальна кількість протиповітряної зброї
| тип                                         | отримано               | трофеї                 | всього  |
| ------------------------------------------- | ---------------------- | ---------------------- | ------- |
| системи середнього та дальнього радіусу дії | 12/34                  | —                      | —       |
| системи малого радіусу дії                  | 58+                    | —                      | —       |
| переносні зенітно-ракетний комплекси        | 6000+                  | —                      | —       |
| зенітні гармати та установки                | 520/650+               | —                      | —       |
|                                             |                        |                        |         |
| MIM-104 Patriot                             | MIM-104 Patriot        | MIM-104 Patriot        | 2       |
| NASAMS                                      | NASAMS                 | NASAMS                 | 2/12    |
| IRIS-T SLM                                  | IRIS-T SLM             | IRIS-T SLM             | 2/4     |
| Aspide                                      | Aspide                 | Aspide                 | 1/10    |
| SAMP-T                                      | SAMP-T                 | SAMP-T                 | 2       |
| С-300 ПМУ                                   | С-300 ПМУ              | С-300 ПМУ              | 1       |
| MIM-23 Hawk                                 | MIM-23 Hawk            | MIM-23 Hawk            | 4/6     |
|                                             |                        |                        |         |
| Stormer HVM                                 | Stormer HVM            | Stormer HVM            | 40      |
| 9К35 «Стріла-10»                            | 10+                    | 4                      | 14+     |
| AN/TWQ-1 Avenger                            | AN/TWQ-1 Avenger       | AN/TWQ-1 Avenger       | 12      |
| 9К33 «Оса»                                  | 2+                     | 2                      | 4+      |
| 2К12 «Куб»                                  | 2К12 «Куб»             | 2К12 «Куб»             | 2       |
|                                             |                        |                        |         |
| 9K32 «Стріла-2»                             | 9K32 «Стріла-2»        | 9K32 «Стріла-2»        | 3326+   |
| FIM-92 «Stinger»                            | FIM-92 «Stinger»       | FIM-92 «Stinger»       | 2662+   |
| Mistral 2S                                  | Mistral 2S             | Mistral 2S             | 100     |
|                                             |                        |                        |         |
| Yugo Zastava M55                            | Yugo Zastava M55       | Yugo Zastava M55       | 200+    |
| Flakpanzer Gepard                           | Flakpanzer Gepard      | Flakpanzer Gepard      | 112/127 |
| Viktor                                      | Viktor                 | Viktor                 | 115     |
| Bofors 40L70                                | Bofors 40L70           | Bofors 40L70           | 53+     |
| інші зенітні установки                      | інші зенітні установки | інші зенітні установки | 287+    |

## Українське виробництво
У жовтні 2023 року стало відомо про створення гібридів радянських ЗРК та західних ракет. Проєкт, який реалізує США, отримав назву FrankenSAM і передбачає інтеграцію до ЗРК «Бук» ракет RIM-7 Sea Sparrow, об'єднання ракети повітря-повітря AIM-9M з радянською РЛС, та інші модифікації, The New York Times з власних джерел отримало інформацію, що випробування цих FrankenSAM, які тривали у США декілька місяців, у двох з трьох проєктів успішно завершені, а один тип вже поступово передають до ЗСУ.
7 грудня США оголосили про наміри виготовляти засоби ППО спільно з Україною.
20 березня 2024 року було повідомлено що Україна почала виробляти системи протиповітряної оборони і високоточні ракети, подібні до американської високомобільної артилерійської ракетної системи HIMARS. 15 травня під час загальних зборів компанії Rheinmetal було повідомлено що компанія Rheinmetall планує заснувати в Україні підприємство, яке спеціалізуватиметься на системах протиповітряної оборони.
26 травня 2025 року стало відомо що в Україні вироблятимуть зенітні турелі для перехоплення дронів та крилатих ракет.
| походження і назва | походження і назва           | к-ть | подробиці |
| ------------------ | ---------------------------- | ---- | --- |
| Україна            | переносний прожектор для ППО | 200  | 15.01.24 стало відомо що фонд компетентної допомоги армії «Повернись живим» передав 200 прожекторів мобільним групам ППО Державної спеціальної служби транспорту |

## Постачання з-за кордону

### Постачання що тривають або завершені

#### Зенітно-ракетні комплекси та засоби проти БпЛА

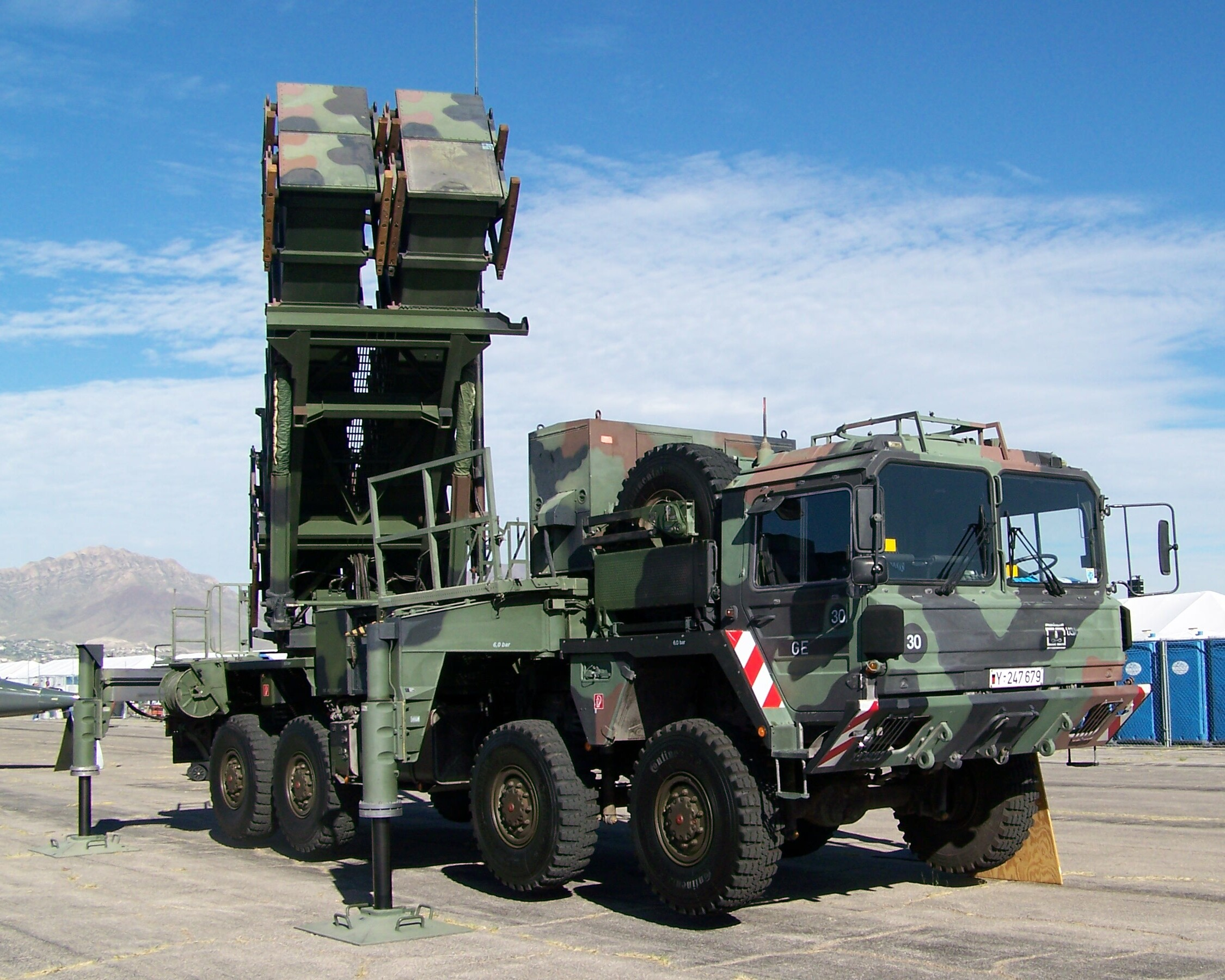
Пускова установка зенітно-ракетного комплексу MIM-104 Patriot
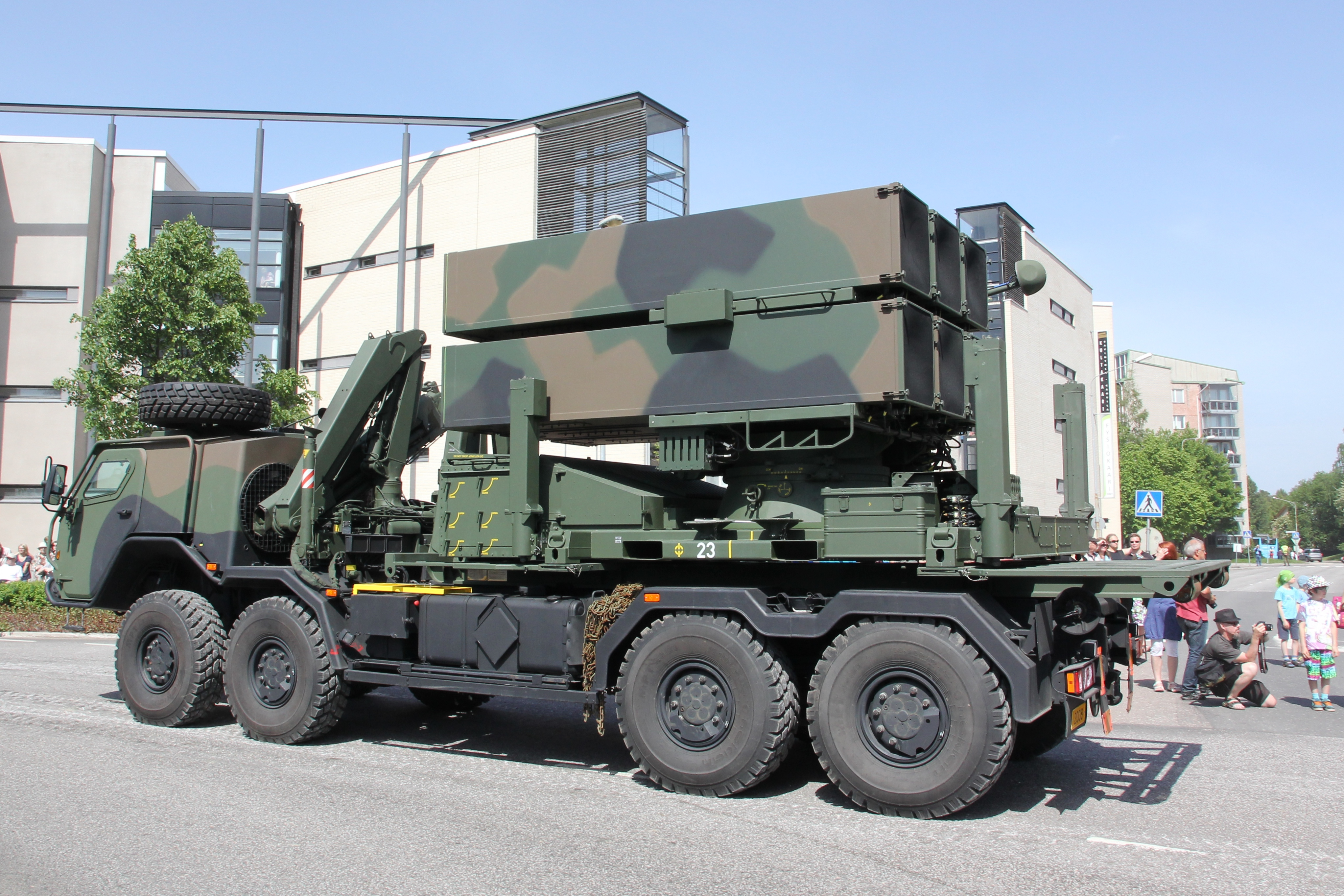
8 зенітно-ракетних комплексів NASAMS отримала Україна від США
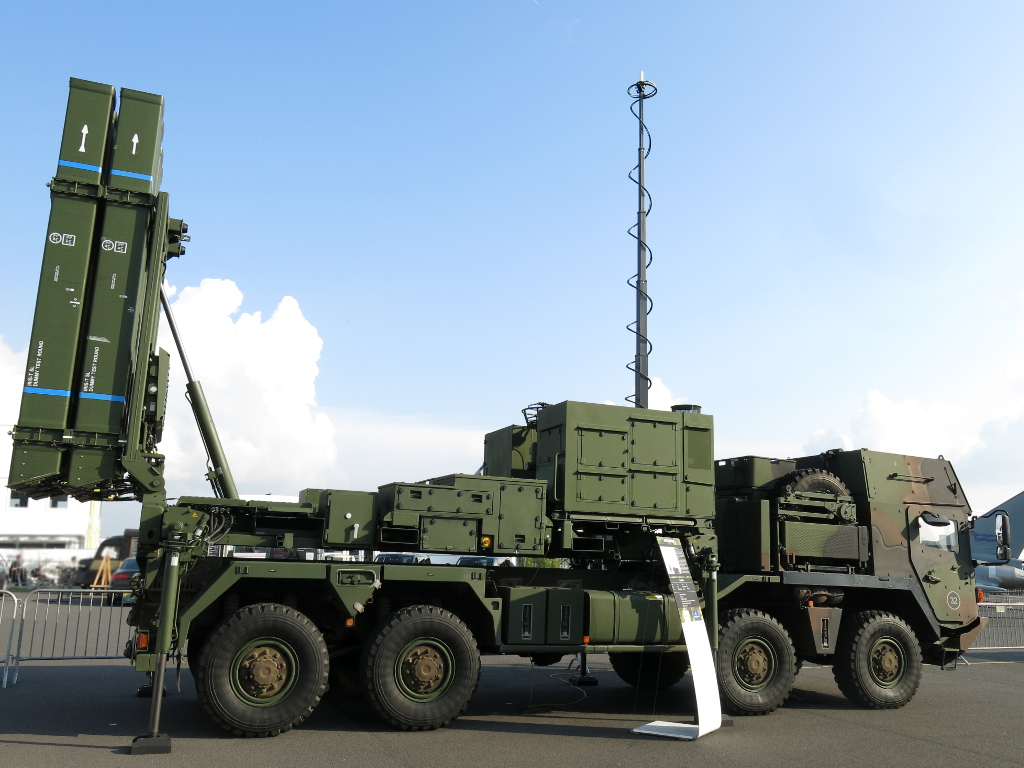
4 зенітно-ракетних комплексів IRIS-T SLM отримала Україна від Німеччини
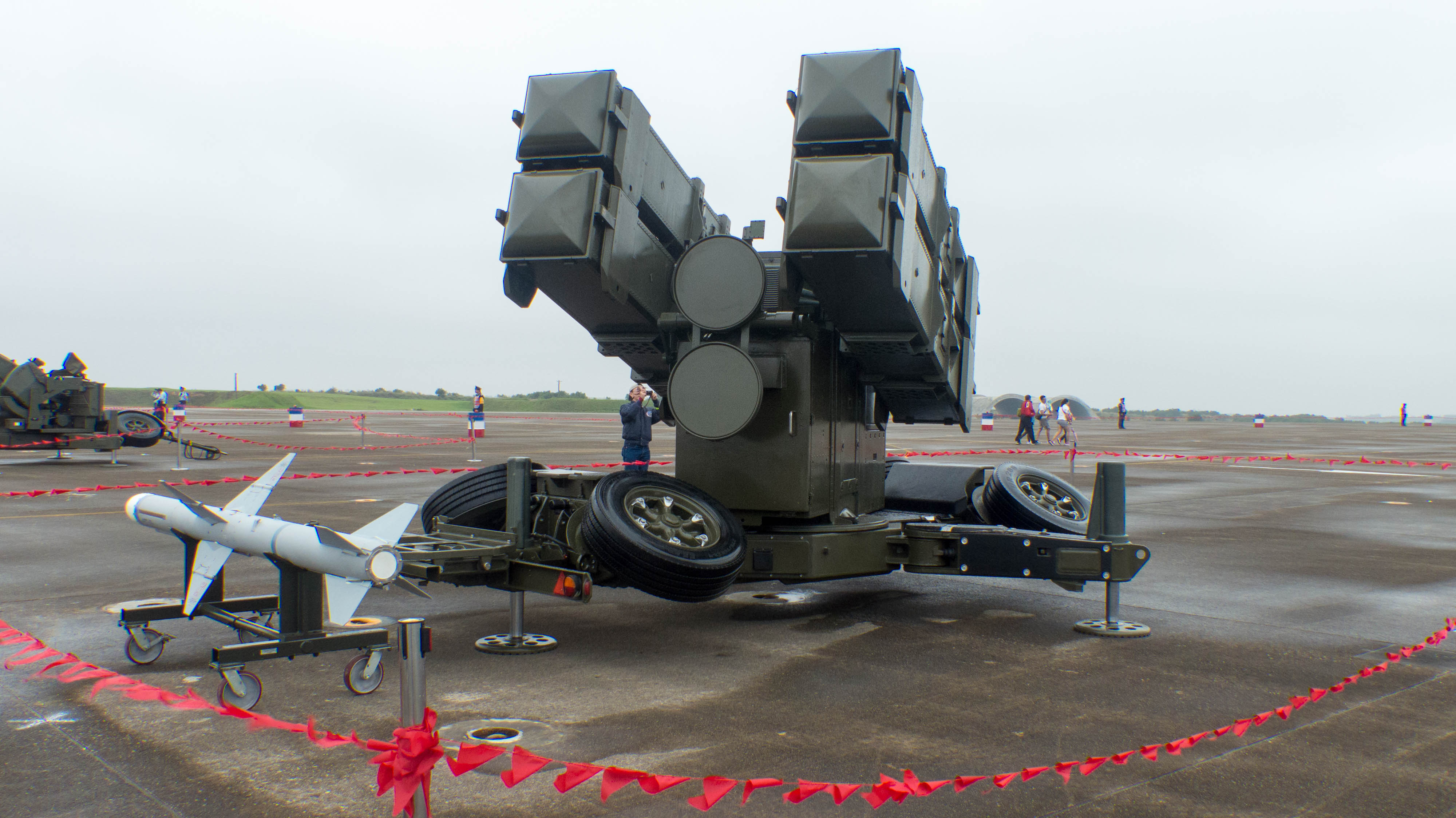
4 ракетних комплексів Aspide отримала Україна від Іспанії
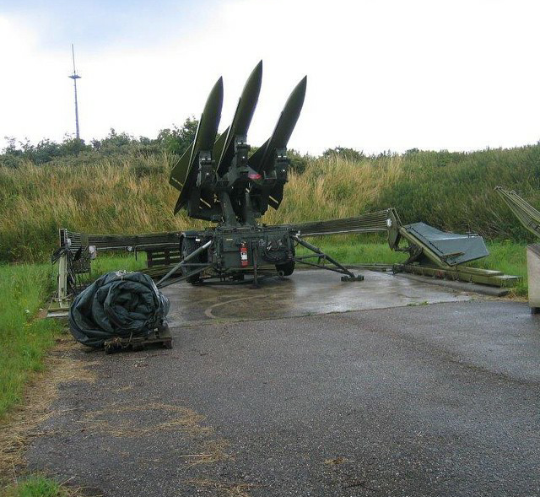
Зенітно-ракетний комплекс MIM-23 Hawk, які Україна отримала від США та Іспанії
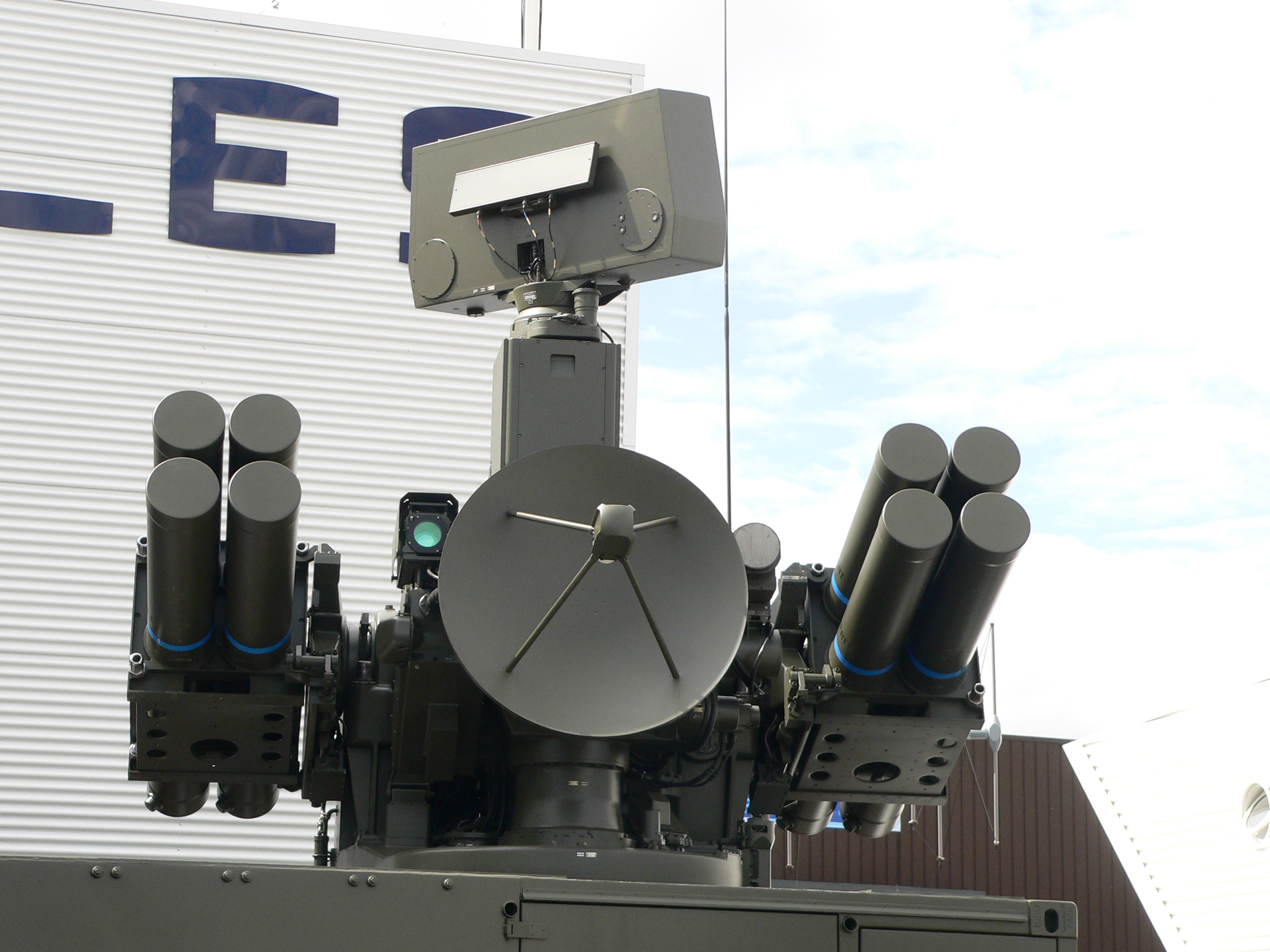
Зенітно-ракетний комплекс Crotale отриманий від Франції
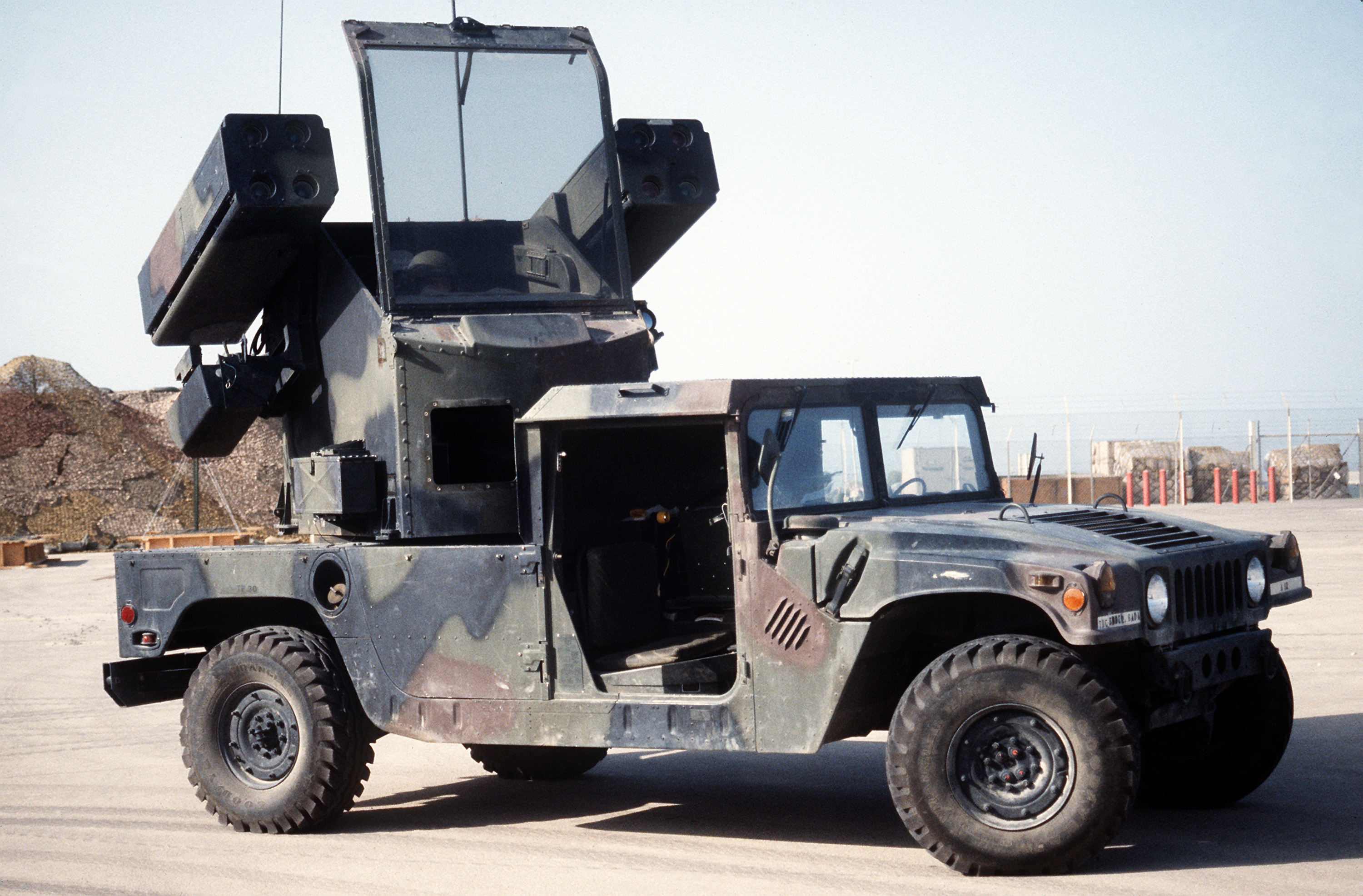
Зенітно-ракетний комплекс AN/TWQ-1 Avenger які Україна отримала від США
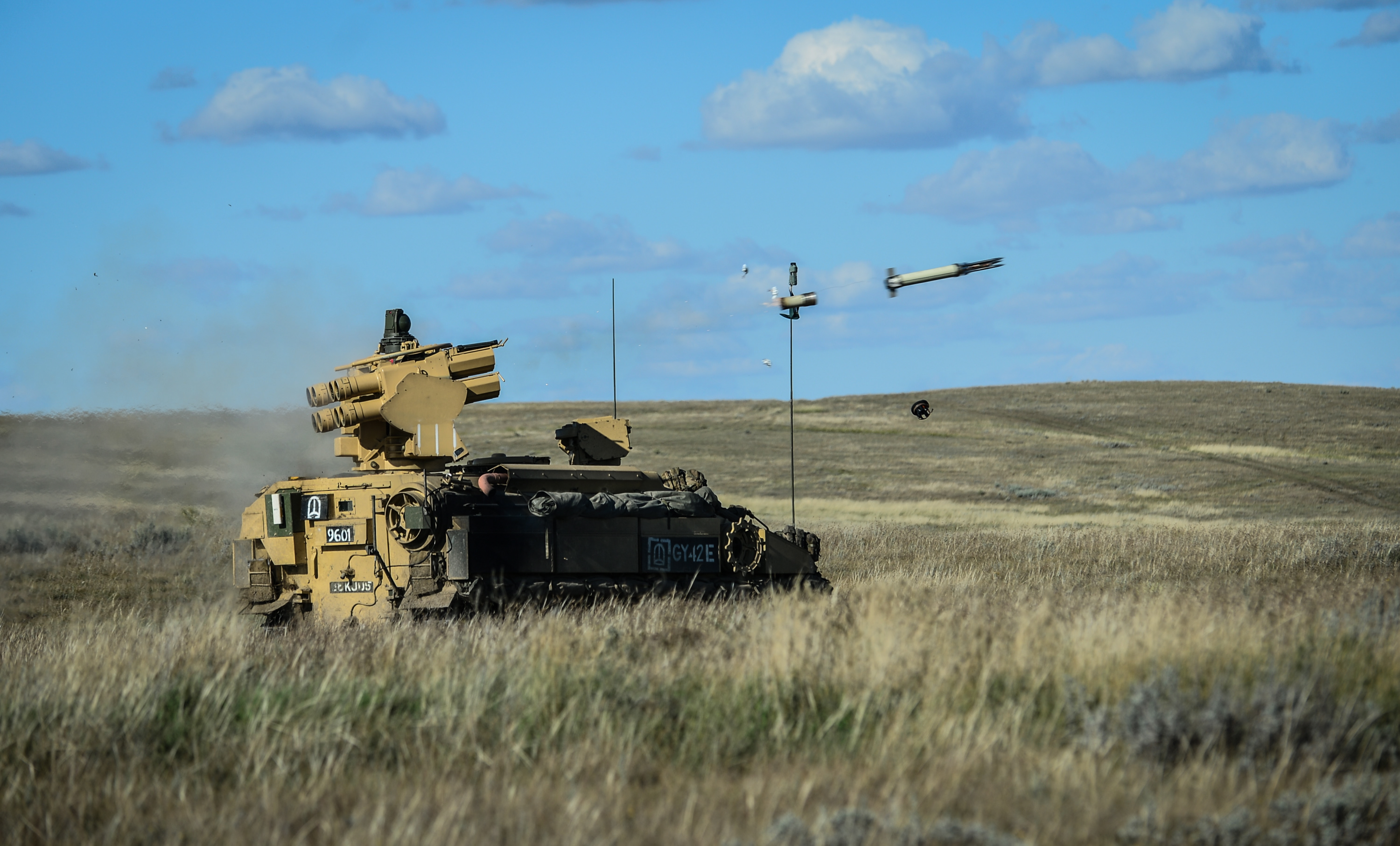
Stormer веде вогонь із ЗРК Starstreak, ці види озброєння передані Великобританією

| походження і назва | походження і назва                                                                              | тип                                                                                             | к-ть   | подробиці |
| --- | ----------------------------------------------------------------------------------------------- | ----------------------------------------------------------------------------------------------- | ------ | --- |
| США | 9К33 «Оса»                                                                                      | зенітний ракетний комплекс малого радіусу дії                                                   | —      | 21.03.22 стало відомо про постачання |
| Чехія | 9К35 «Стріла-10»                                                                                | зенітний ракетний комплекс малого радіусу дії                                                   | 10     | 06.04.22 з'явилася інформація про постачання цієї техніки з Чехії                                                                                                |
| Велика Британія | Stormer HVM                                                                                     | зенітний ракетний комплекс малого радіусу дії                                                   | 40     | 12.04.22 з'явилася інформація про постачання цієї зброї до України, 25.07.22 помічені в Україні                                                                  |
| Іспанія | Aspide                                                                                          | зенітний ракетний комплекс середнього радіусу дії                                               | 1/6    | 05.06.22 стало відопо про плани постачання з Іспанії, 02.11.22 відбулося постачання                                                                              |
| США | VAMPIRE Counter-Unmanned Aerial System                                                          | антидроновий ракетний комплекс                                                                  | 14     | 24.08.22 стало відомо про можливість постачання |
| Польща | SKY CTRL                                                                                        | антидроновий комплекс                                                                           | —      | 02.10.22 стало відомо про постачання |
| Франція | Crotale                                                                                         | зенітний ракетний комплекс малого радіусу дії                                                   | —      | 13.10.22 стало відомо про постачання |
| Іспанія | MIM-23 Hawk (6 ПУ в 1 комлексі)                                                                 | зенітний ракетний комплекс середнього радіусу дії                                               | 2/4    | 13.10.22 стало відомо про постачання, 02.12.22 в Україні |
| Італія | SAMP-T (4 ПУ в 1 комлексі)                                                                      | зенітний ракетний комплекс середнього радіусу дії                                               | 1      | 30.11.22 стало відомо про плани постачання, у 2023 році в Україні                                                                                                |
| Польща | С-125                                                                                           | зенітний ракетний комплекс малого радіусу дії                                                   | —      | помічені в Україні 05.12.22 |
| Франція | —                                                                                               | —                                                                                               | —      | 28.12.22 стало відомо що Франція підготує військових, для нової неназваної системи ППО                                                                           |
| Польща | 9К33 «Оsа-АК/Оsа-P»                                                                             | зенітний ракетний комплекс малого радіусу дії                                                   | —      | 30.12.22 помічені в Україні |
| Канада | NASAMS (12 ПУ в 1 комлексі)                                                                     | зенітний ракетний комплекс середнього радіусу дії                                               | 1      | 10.01.23 стало відомо про постачання |
| Україна | Fortem DroneHunter F700                                                                         | система протидії БПЛА                                                                           | 6      | 27.01.23 стало відомо про постачання |
| Нідерланди | ПУ до ЗРК MIM-104 Patriot                                                                       | ПУ до ЗРК MIM-104 Patriot                                                                       | 2      | 2 пускові установки у переліку допомоги, про знаходження в Україні опубліковано 19.04.23                                                                         |
| Чехія | протиповітряна система                                                                          | протиповітряна система                                                                          | 4      | у загальному переліку військової допомоги від Чехії опублікованому 22.02.23                                                                                      |
| Швеція | IRIS-T SLM (3 ПУ в 1 комлексі)                                                                  | зенітний ракетний комплекс середнього радіусу дії                                               | —      | 24.02.23 стало відомо про постачання |
| Швеція | MIM-23 Hawk (6 ПУ в 1 комлексі)                                                                 | зенітний ракетний комплекс середнього радіусу дії                                               | —      | 24.02.23 стало відомо про постачання |
| Норвегія | ПУ до ЗРК NASAMS                                                                                | ПУ до ЗРК NASAMS                                                                                | 2      | 10.03.23 стало відомо про постачання |
| Швеція | IRIS-T SLS                                                                                      | самохідний зенітний ракетний комплекс                                                           | 12     | 19.04.23 стало відомо про постачання |
| Чехія | 2К12 «Куб»                                                                                      | зенітний ракетний комплекс малого радіусу дії                                                   | 2      | 10.05.23 стало відомо про постачання двох комплексів |
| Литва | ПУ до ЗРК NASAMS                                                                                | ПУ до ЗРК NASAMS                                                                                | 2      | 28.06.23 стало відомо що Литва придбала для України дві пускові установки NASAMS                                                                                 |
| Японія | система виявлення дронів                                                                        | система виявлення дронів                                                                        | —      | 12.07.23 стало відомо про постачання |
| Норвегія | ПУ до ЗРК NASAMS                                                                                | ПУ до ЗРК NASAMS                                                                                | 2      | 12.07.23 стало відомо про постачання |
| Норвегія | Командний Пункт до ЗРК NASAMS                                                                   | Командний Пункт до ЗРК NASAMS                                                                   | 2      | 12.07.23 стало відомо про постачання |
| Норвегія | запчастини ЗРК NASAMS                                                                           | запчастини ЗРК NASAMS                                                                           | —      | 12.07.23 стало відомо про постачання |
| Німеччина | засоби виявлення БпЛА                                                                           | засоби виявлення БпЛА                                                                           | 90/120 | у загальному переліку військової допомоги від Німеччини опублікованому 12.07.23                                                                                  |
| Німеччина | РЕБ засоби проти БпЛА                                                                           | РЕБ засоби проти БпЛА                                                                           | 57     | у загальному переліку військової допомоги від Німеччини опублікованому 12.07.23                                                                                  |
| Німеччина | розширювачі частот для антидронових засобів                                                     | розширювачі частот для антидронових засобів                                                     | 40     | у загальному переліку військової допомоги від Німеччини опублікованому 12.07.23                                                                                  |
| Німеччина | електронні антидронові засоби                                                                   | електронні антидронові засоби                                                                   | 12     | у загальному переліку військової допомоги від Німеччини опублікованому 12.07.23                                                                                  |
| Німеччина | комплект лазерного обладнання для прицілювання до IRIS-T SLM                                    | комплект лазерного обладнання для прицілювання до IRIS-T SLM                                    | 10     | у загальному переліку військової допомоги від Німеччини опублікованому 12.07.23                                                                                  |
| Німеччина | ПУ до IRIS-T SLM                                                                                | ПУ до IRIS-T SLM                                                                                | 10     | у загальному переліку військової допомоги від Німеччини опублікованому 12.07.23                                                                                  |
| Німеччина | MIM-104 Patriot (4-8 ПУ в 1 комлексі)                                                           | зенітний ракетний комплекс середнього радіусу дії                                               | 1      | у загальному переліку військової допомоги від Німеччини опублікованому 12.07.23                                                                                  |
| Німеччина | ПУ до MIM-104 Patriot                                                                           | ПУ до MIM-104 Patriot                                                                           | 2      | у загальному переліку військової допомоги від Німеччини опублікованому 12.07.23                                                                                  |
| США | NASAMS (12 ПУ в 1 комлексі)                                                                     | зенітний ракетний комплекс середнього радіусу дії                                               | 2/12   | у загальному переліку військової допомоги від США опублікованому 18.07.23                                                                                        |
| США | AN/TWQ-1 Avenger                                                                                | зенітний ракетний комплекс малого радіусу дії                                                   | 20     | у загальному переліку військової допомоги від США опублікованому 18.07.23                                                                                        |
| США | імітатори РЛС                                                                                   | імітатори РЛС                                                                                   | —      | у загальному переліку військової допомоги від США опублікованому 18.07.23                                                                                        |
| США | Titan                                                                                           | антидроновий комплекс                                                                           | —      | у загальному переліку військової допомоги від США опублікованому 18.07.23                                                                                        |
| США | обладнання проти БпЛА                                                                           |                                                                                                 | —      | у загальному переліку військової допомоги від США опублікованому 18.07.23                                                                                        |
| США | MIM-23 Hawk (6 ПУ в 1 комлексі)                                                                 | зенітний ракетний комплекс середнього радіусу дії                                               | 2      | у загальному переліку військової допомоги від США опублікованому 18.07.23                                                                                        |
| США | обладнання для інтеграції західних пускових установок, ракет і радарів із системами ппо України | обладнання для інтеграції західних пускових установок, ракет і радарів із системами ппо України | —      | у загальному переліку військової допомоги від США опублікованому 18.07.23                                                                                        |
| США | MIM-104 Patriot (4-8 ПУ в 1 комлексі)                                                           | зенітний ракетний комплекс середнього радіусу дії                                               | 1      | у загальному переліку військової допомоги від США опублікованому 18.07.23                                                                                        |
| США | ракетна система проти БпЛА                                                                      | ракетна система проти БпЛА                                                                      | 10     | у загальному переліку військової допомоги від США опублікованому 18.07.23                                                                                        |
| Велика Британія | ракетна установка на базі Supacat HTM для ракет AIM-132 ASRAAM                                  | ракетна установка на базі Supacat HTM для ракет AIM-132 ASRAAM                                  | —      | 05.08.23 стало відомо про постачання |
| Литва | ПУ до ЗРК NASAMS                                                                                | ПУ до ЗРК NASAMS                                                                                | —      | 05.08.23 стало відомо про заплановану передачу озброєння |
| Словаччина | С-300 ПМУ (12 ПУ в 1 комлексі)                                                                  | зенітний ракетний комплекс середнього радіусу дії                                               | 1      | у загальному переліку військової допомоги від Словаччини опублікованому 08.09.23                                                                                 |
| Словаччина | 2К12 «Куб-М2»                                                                                   | зенітний ракетний комплекс малого радіусу дії                                                   | 2      | у загальному переліку військової допомоги від Словаччини опублікованому 08.09.23                                                                                 |
| Словаччина | 5Н63С (складова С-300)                                                                          | командний пункт                                                                                 | 1      | у загальному переліку військової допомоги від Словаччини опублікованому 08.09.23                                                                                 |
| Словаччина | СУРН 1С91 (складова 2К12 «Куб-М2»)                                                              | радар                                                                                           | 1      | у загальному переліку військової допомоги від Словаччини опублікованому 08.09.23                                                                                 |
| Словаччина | 5Н66М (складова С-300)                                                                          | радар                                                                                           | 1      | у загальному переліку військової допомоги від Словаччини опублікованому 08.09.23                                                                                 |
| Словаччина | 36Д6 (складова С-300)                                                                           | радар                                                                                           | 1      | у загальному переліку військової допомоги від Словаччини опублікованому 08.09.23                                                                                 |
| Іспанія | M-192                                                                                           | ПУ до ЗРК MIM-23 Hawk                                                                           | 6      | 05.10.23 стало відомо що Іспанія передасть Україні ще шість пускових установок для комплексу MIM-23 Hawk                                                         |
| Німеччина | MIM-104 Patriot (4-8 ПУ в 1 комлексі)                                                           | зенітний ракетний комплекс середнього радіусу дії                                               | 1      | 06.10.23 стало відомо що Німеччина оголосила про передачу Україні додаткової системи протиповітряної оборони Patriot                                             |
| 29.10.23 стало відомо що американські розробники змогли інтегрувати зенітні ракети системи Patriot зі старими радянськими ЗРК в рамках проекту FrankenSAM і успішно випробували |                                                                                                 |                                                                                                 |        | |
| Норвегія | NASAMS (12 ПУ в 1 комлексі)                                                                     | зенітний ракетний комплекс середнього радіусу дії                                               | —      | 13.12.23 стало відомо що Норвегія передасть додаткові системи NASAMS для України                                                                                 |
| Канада | NASAMS (12 ПУ в 1 комлексі)                                                                     | зенітний ракетний комплекс середнього радіусу дії                                               | —      | 01.01.24 стало відомо що Канада постачатиме Україні додаткові системи NASAMS                                                                                     |
| Німеччина | MIM-104 Patriot (4-8 ПУ в 1 комлексі)                                                           | зенітний ракетний комплекс середнього радіусу дії                                               | 1      | 13.04.24 Німеччина оголосила про негайну передачу ще одного комплексу Patriot через збільшення російських ракетних атак                                          |
| США | MIM-104 Patriot (4-8 ПУ в 1 комлексі)                                                           | зенітний ракетний комплекс середнього радіусу дії                                               | 1      | 14.05.24 стало відомо про плани відправити додаткову батарею ЗРК Patriot, 12.06.24 схвалено, 11.07.24 відправлено                                                |
| 28.05.24 стало відомо що українські військові отримали на озброєння останню версію комплексів NASAMS 3, що можуть застосовувати нові зенітні ракети                             |                                                                                                 |                                                                                                 |        | |
| 08.06.24 Україна підписала з французькою Thales контракт на постачання другої комплектної системи протиповітряної оборони                                                       |                                                                                                 |                                                                                                 |        | |
| Німеччина | MIM-104 Patriot (4-8 ПУ в 1 комлексі)                                                           | зенітний ракетний комплекс середнього радіусу дії                                               | 1      | 05.07.24 Україна отримала третій зенітний ракетний комплекс Patriot від Німеччини в межах військової допомоги                                                    |
| Румунія | MIM-104 Patriot (4-8 ПУ в 1 комлексі)                                                           | зенітний ракетний комплекс середнього радіусу дії                                               | 1      | 2 червня 2024 року повідомлено про плани румунської влади надати Україні систему Patriot, 5 вересня підписано указ про передачу                                  |
| Іспанія | MIM-23 Hawk (6 ПУ в 1 комлексі)                                                                 | зенітний ракетний комплекс середнього радіусу дії                                               | 6      | 06.09.24 стало відомо про постачання |
| Ізраїль | система раннього оповіщення про повітряні атаки                                                 | система раннього оповіщення про повітряні атаки                                                 | —      | 06.10.24 стало відомо що Ізраїль передав Україні систему раннього оповіщення про повітряні атаки                                                                 |
| Нідерланди | ПУ до ЗРК MIM-104 Patriot                                                                       | ПУ до ЗРК MIM-104 Patriot                                                                       | 3      | 28.11.24 стало відомо що Нідерланди передали Україні три пускові установки Patriot                                                                               |
| Велика Британія | Gravehawk                                                                                       | зенітний ракетний комплекс                                                                      | —      | 16.01.25 стало відомо що Велика Британія передасть систему протиповітряної оборони Gravehawk, що була у короткі терміни розроблена спеціально для потреб України |
| Ірландія | Giraffe Mark IV                                                                                 | радіолокаційна станція                                                                          | 3      | 24.02.25 стало відомо що Україна отримає від Ірландії радіолокаційні станції                                                                                     |
| Україна | Dragon H73                                                                                      | зенітний ракетний комплекс середнього радіусу дії                                               | —      | 05.05.25 була оприлюднена інформація про використання ЗРК |
| Велика Британія | Raven                                                                                           | зенітний ракетний комплекс малого радіусу дії                                                   | 8/13   | 11.05.25 стало відомо про подробиці постачання ЗРК «Raven» до України                                                                                            |
| Бельгія | Cerber                                                                                          | система ППО                                                                                     | 20     | 17.05.25 було оголошено що Бельгія передасть Україні 20 систем ППО Cerber                                                                                        |
| Італія | SAMP-T (4 ПУ в 1 комлексі)                                                                      | зенітний ракетний комплекс середнього радіусу дії                                               | 1      | 19.05.25 стало відомо що Італія передасть ще один SAMP/T для України                                                                                             |
| Словаччина | Wolf 25 AD                                                                                      | засіб проти БпЛА                                                                                | 1      | 02.06.25 стало відомо що словацький антидроновий комплекс пройде випробування в Україні                                                                          |
| США | MIM-23 Hawk Phase III (6 ПУ в 1 комлексі)                                                       | зенітний ракетний комплекс середнього радіусу дії                                               | —      | 23.07.25 стало відомо про продаж протиповітряних систем Україні                                                                                                  |
| Німеччина | MIM-23 Hawk (6 ПУ в 1 комлексі)                                                                 | зенітний ракетний комплекс середнього радіусу дії                                               | 1/5    | 25.07.25 стало відомо що до України прибув перший з п’яти комплексів Patriot                                                                                     |
| Німеччина | IRIS-T SLM (3 ПУ в 1 комлексі)                                                                  | зенітний ракетний комплекс середнього радіусу дії                                               | 7/18   | 28.07.25 посол України у Німеччині озвучив кількість замовлених та отриманих систем                                                                              |
| Німеччина | MIM-104 Patriot (4-8 ПУ в 1 комлексі)                                                           | зенітний ракетний комплекс середнього радіусу дії                                               | 0/2    | 01.08.25 стало відомо що Німеччина поставить Україні дві системи Patriot                                                                                         |

#### Зенітні гармати та переносні ЗРК

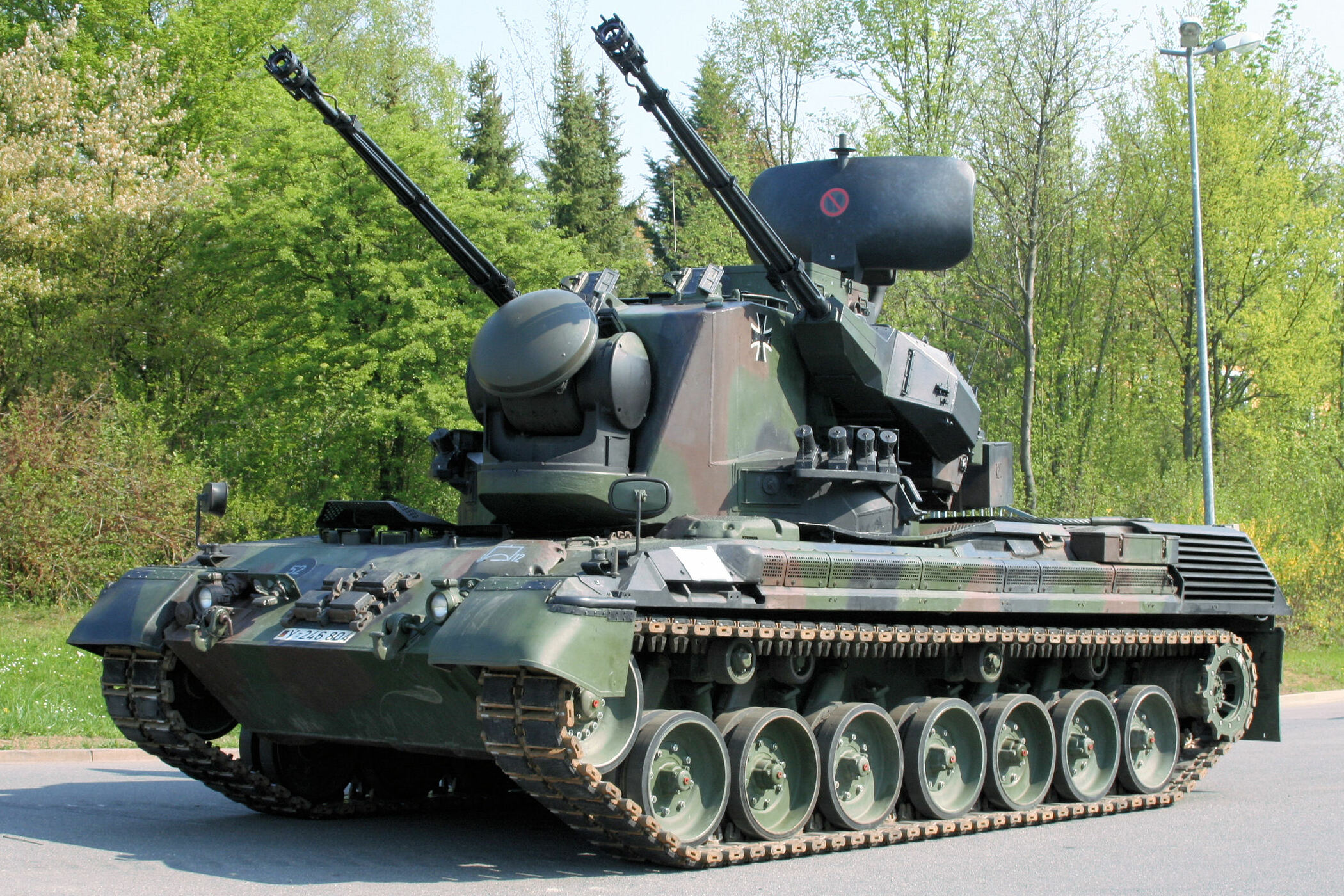
Понад 100 зенітних установок Flakpanzer Gepard отримані від Німеччини та США
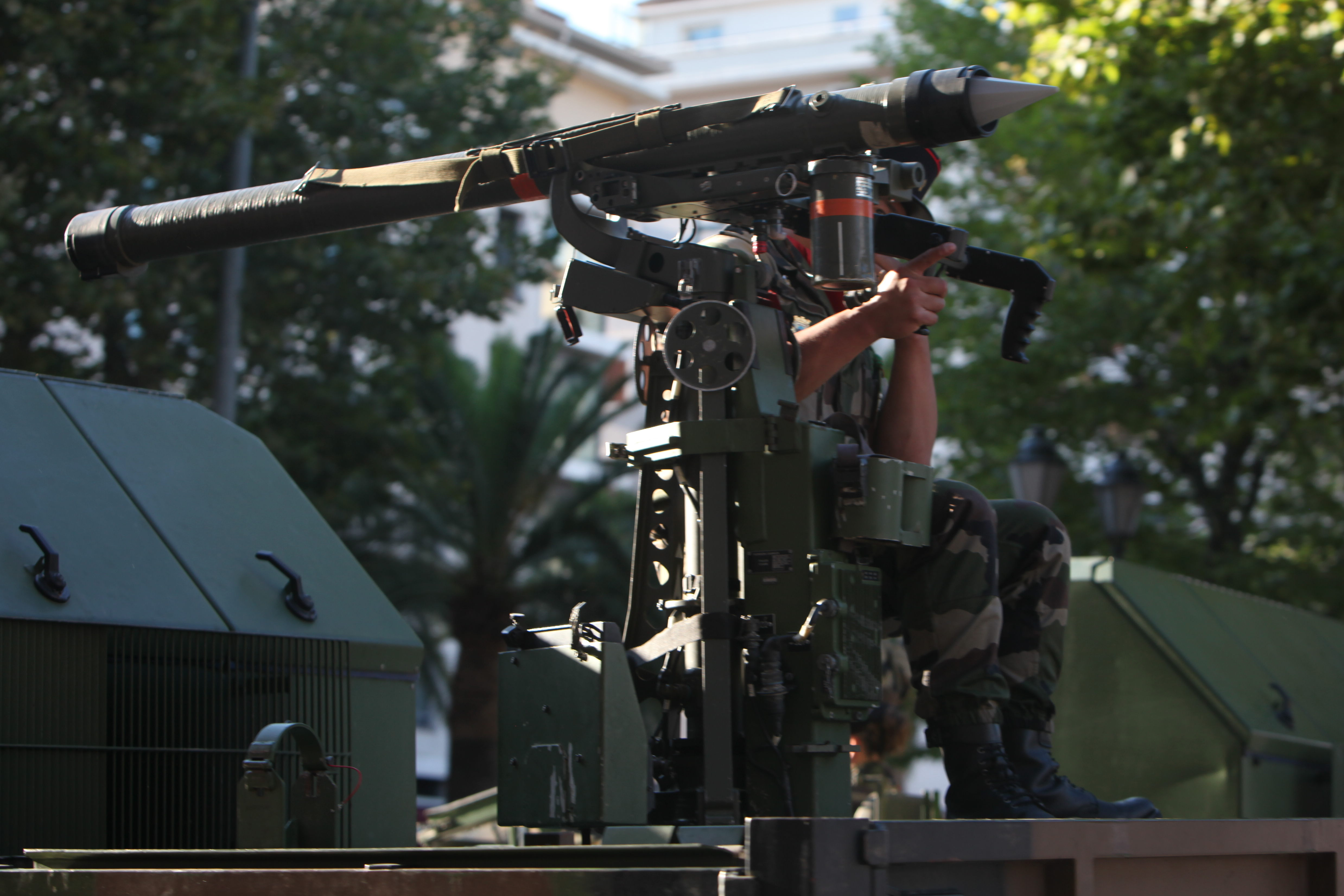
ПЗРК Mistral 2S, отриманий Україною від Норвегії
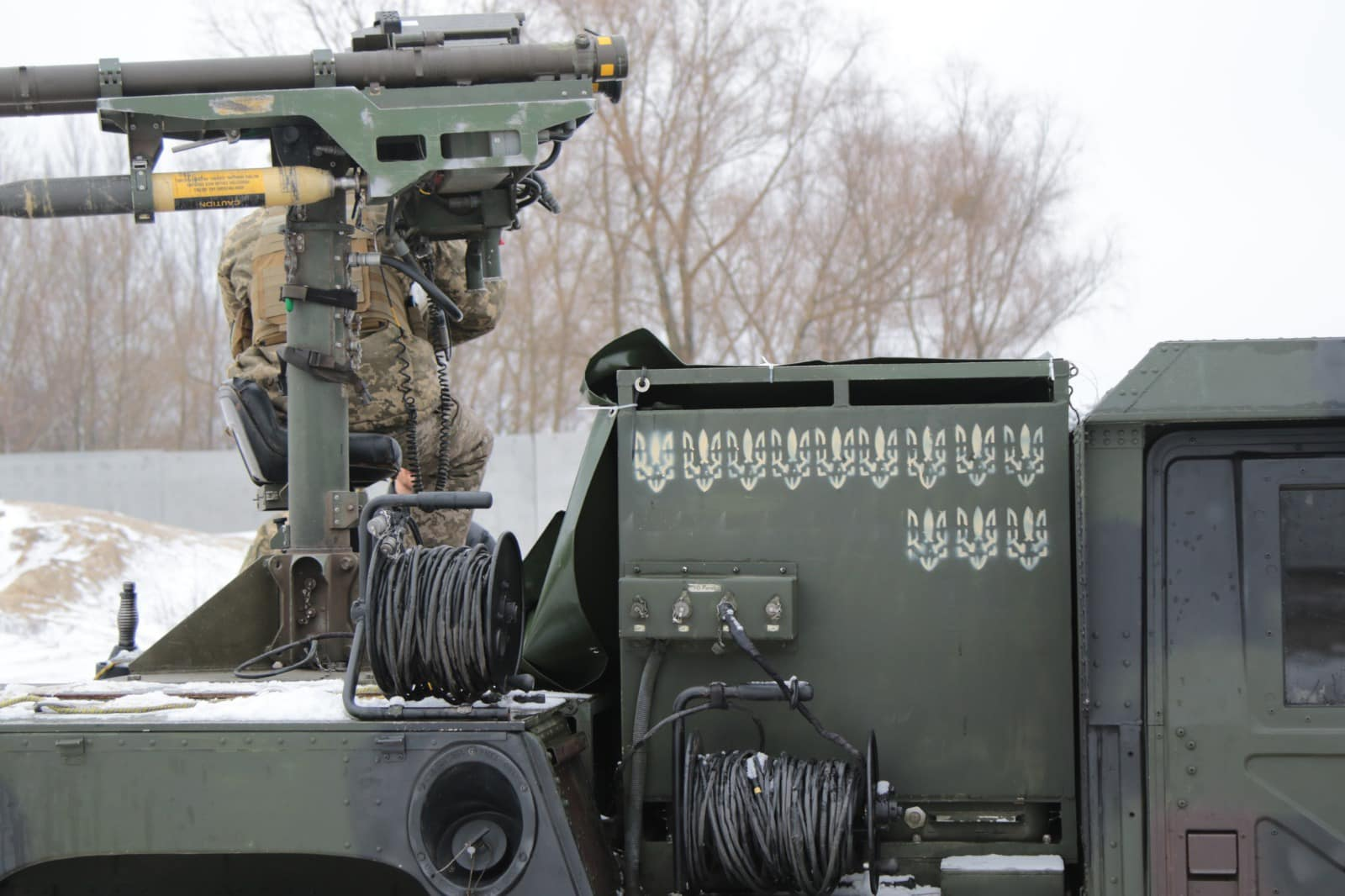
ПЗРК Stinger на службі ЗСУ: 12 знищених цілей в одному розрахунку

| походження і назва | походження і назва  | тип                                                    | к-ть  | подробиці |
| --- | ------------------- | ------------------------------------------------------ | ----- | --- |
| Польща | Piorun              | переносний зенітно-ракетний комплекс                   | 160   | 31.01.22 Польща почала постачати ПЗРК                                                                                                  |
| Литва | FIM-92 «Stinger»    | переносний зенітно-ракетний комплекс                   | 30    | 13.02.22 отримані FIM-92 Stinger DMS, HMMWV (в тому числі броньовані для встановлення FIM-92 Stinger DMS), бронежилети                 |
| Латвія | FIM-92 «Stinger»    | переносний зенітно-ракетний комплекс                   | —     | 23.02.22 передані |
| Данія | FIM-92 «Stinger»    | переносний зенітно-ракетний комплекс                   | 300   | 26.02.22 стало відомо про постачання зброї Данією                                                                                      |
| Нідерланди | FIM-92 «Stinger»    | переносний зенітно-ракетний комплекс                   | 200   | 26.02.22 стало відомо про постачання зброї Нідерландами                                                                                |
| Чехія | 9K32 «Стріла-2»     | переносний зенітно-ракетний комплекс                   | 400   | 02.03.22 стало відомо про постачання Чехією цієї зброї                                                                                 |
| Велика Британія | Starstreak          | переносний зенітно-ракетний комплекс                   | —     | 10.03.22 стало відомо про постачання ЗРК Starstreak до України                                                                         |
| США | 9K34 «Стріла-3»     | переносний зенітно-ракетний комплекс                   | —     | 16.03.22 стало відомо про постачання                                                                                                   |
| Норвегія | Mistral 2S          | переносний зенітно-ракетний комплекс                   | 100   | 20.04.22 стало відомо про постачання зброї Норвегією                                                                                   |
| Велика Британія | Martlet LMM         | переносний зенітно-ракетний комплекс                   | —     | 22.04.22 помічено в Україні |
| Греція | FIM-92 «Stinger»    | переносний зенітно-ракетний комплекс                   | 60    | 04.06.22 стало відомо про плани передачу                                                                                               |
| Фінляндія | 23 ItK 61           | 23-мм зенітна установка                                | —     | про наявність цієї зброї стало відомо 26.08.22                                                                                         |
| Фінляндія | 23 ItK 95           | 23-мм зенітна установка                                | —     | про наявність цієї зброї стало відомо 26.08.22                                                                                         |
| Швеція | RBS 70              | переносний зенітно-ракетний комплекс                   | —     | про можливість постачання стало відомо 31.08.22                                                                                        |
| — | Yugo Zastava M55    | 20-мм зенітна установка                                | —     | помічені в Україні 27.10.22 |
| — | Yugo Zastava M75    | 20-мм зенітна установка                                | —     | помічені в Україні 27.10.22 |
| Чехія | Viktor              | зенітна установка                                      | 15    | про збір коштів волонтерами стало відомо 13.11.22                                                                                      |
| Велика Британія | зенітна гармата     | зенітна гармата                                        | 125   | 19.11.22 стало відомо про постачання                                                                                                   |
| Литва | Bofors 40L70        | 40-мм автоматична гармата                              | 36    | 11.01.23 стало відомо про постачання, 11.02.23 в Україні                                                                               |
| Латвія | FIM-92 «Stinger»    | переносний зенітно-ракетний комплекс                   | —     | 18.01.23 стало відомо про нове постачання                                                                                              |
| Польща | С-60                | 57-мм протиповітряна гармата                           | —     | 19.01.23 стало відомо про постачання                                                                                                   |
| Швейцарія | Oerlikon GDF-007    | 35-мм автоматична гармата                              | 0     | 10.02.23 стало відомо про відмову Швейцарії на експорт зброї                                                                           |
| Чорногорія | 9K32 «Стріла-2М»    | переносний зенітно-ракетний комплекс                   | 226   | 11.02.23 стало відомо про постачання                                                                                                   |
| Нідерланди | Bofors 40L70        | 40-мм автоматична гармата                              | 17    | у переліку допомоги від Нідерландів, станом на 15.02.2023                                                                              |
| Нідерланди | Viktor              | зенітна установка                                      | 100   | у переліку допомоги від Нідерландів, станом на 15.02.2023                                                                              |
| Німеччина | Skyranger           | зенітна установка                                      | —     | 28.02.23 стало відомо про постачання                                                                                                   |
| Німеччина | Oerlikon Skynex     | зенітна установка                                      | 1/4   | 28.02.23 стало відомо про постачання                                                                                                   |
| Польща | ЗСУ-23-4            | 23-мм зенітна самохідна установка                      | —     | 25.03.23 помічено в Україні |
| — | КС-19               | 100-мм зенітна гармата                                 | —     | 01.04.23 помічено в Україні |
| Словенія | Yugo Zastava M55    | 20-мм зенітна установка                                | 200   | 13.04.23 стало відомо про постачання                                                                                                   |
| Латвія | FIM-92 «Stinger»    | переносний зенітно-ракетний комплекс                   | —     | 21.04.23 стало відомо що Латвія передасть Україні всі свої ПЗРК Stinger                                                                |
| Пакистан | Anza Mark-II        | переносний зенітно-ракетний комплекс                   | —     | 28.04.23 стало відомо про постачання                                                                                                   |
| Німеччина | 9K32 «Стріла-2»     | переносний зенітно-ракетний комплекс                   | 2700  | у загальному переліку військової допомоги від Німеччини опублікованому 12.07.23                                                        |
| Німеччина | FIM-92 «Stinger»    | переносний зенітно-ракетний комплекс                   | 500   | у загальному переліку військової допомоги від Німеччини опублікованому 12.07.23                                                        |
| Німеччина | Flakpanzer Gepard   | 35-мм зенітна самохідна установка                      | 52/67 | у загальному переліку військової допомоги від Німеччини опублікованому 12.07.23                                                        |
| США | FIM-92 «Stinger»    | переносний зенітно-ракетний комплекс                   | 2000+ | у загальному переліку військової допомоги від США опублікованому 18.07.23                                                              |
| США | зенітна установка   | зенітна установка                                      | 150   | у загальному переліку військової допомоги від США опублікованому 18.07.23                                                              |
| США | ган-трак проти БПЛА | ган-трак проти БПЛА                                    | 9     | у загальному переліку військової допомоги від США опублікованому 18.07.23                                                              |
| Велика Британія | Cortex Typhon C-UAS | антидроновий комплекс на базі MRAP Dingo ATF           | —     | 14.08.23 стало відомо про постачання                                                                                                   |
| Польща | ZU-23-2CP           | зенітна установка                                      | —     | 04.09.23 стало відомо що українських військових озброїли новими польськими зенітними установками ZU-23-2CP                             |
| 29.10.23 стало відомо що американські розробники змогли інтегрувати зенітні ракети системи Patriot зі старими радянськими ЗРК в рамках проекту FrankenSAM і успішно випробували |                     |                                                        |       | |
| 10.11.23 стало відомо що Україна незабаром отримає 3-й дивізіон ЗРК MIM-104 Patriot                                                                                             |                     |                                                        |       | |
| США | Cheetah             | 35-мм зенітна самохідна установка                      | 60    | 13.11.23 стало відомо що Сполучені Штати викупили в Йорданії 60 самохідних зенітних установок Cheetah (модифікація Gepard) для України |
| 13.11.23 стало відомо що ЗРК «Бук-М1», які застосовує українська протиповітряна оборона, переобладнали під використання американських ракет                                     |                     |                                                        |       | |
| Україна | ЗУ-23-2             | 23-мм зенітна установка                                | —     | 02.01.24 стало відомо що підрозділи Держприкордонслужби посилили новими зенітними установками ЗУ-23-2                                  |
| Латвія | NBS MANTIS          | зенітний артилерійський комплекс ближнього радіуса дії | —     | 30.04.24 стало відомо про постачання від Латвії                                                                                        |
| Естонія | Mistral             | переносний зенітно-ракетний комплекс                   | 100   | 11.06.24 стало відомо що Естонія відправляє до України переносні зенітно-ракетні комплекси Mistral                                     |
| Словенія | BOV-3               | зенітна самохідна установка                            | 26    | 23.06.24 стало відомо про постачання                                                                                                   |
| Швеція | RBS 70              | переносний зенітно-ракетний комплекс                   | —     | 09.09.24 Швеція анонсувала новий пакет військової допомоги Україні                                                                     |
| Україна | Dron ZP             | турель проти дронів                                    | —     | українська компанія розробила турель для збивання ворожих безпілотників                                                                |
| Швеція | RBS 70              | переносний зенітно-ракетний комплекс                   | —     | 24.02.25 стало відомо що Швеція передасть Україні системи ППО                                                                          |
| Швеція | Tridon Mk.2         | 40-мм зенітна установка                                | —     | 24.02.25 стало відомо що Швеція передасть Україні системи ППО                                                                          |
| Румунія | CA-95               | зенітний ракетний комплекс                             | —     | 08.03.25 помічений у користуванні українськими військовими                                                                             |

#### Інше
16 грудня 2024 року командувач Сил безпілотних систем Збройних сил України повідомив про те що сили оборони України вже використовують лазерну зброю, як здатна збивати повітряні цілі.

### Заплановані постачання
| походження і назва | походження і назва                    | тип                                               | к-ть | подробиці |
| ------------------ | ------------------------------------- | ------------------------------------------------- | ---- | --- |
| Італія             | Aspide                                | зенітний ракетний комплекс середнього радіусу дії | 0/4  | 21.01.23 стало відомо про плани постачання                                                                                                  |
| США                | MIM-104 Patriot (4-8 ПУ в 1 комлексі) | зенітний ракетний комплекс середнього радіусу дії | 0/5  | 12.06.23 стало відомо про постачання від виробника Raytheon ще пʼяти комплексів до кінця 2024 року                                          |
| Велика Британія    | Terrahawk Paladin                     | 30-мм зенітна установка                           | —    | 11.10.23 стало відомо що Україна отримає від Британії зенітні установки Terrahawk Paladin                                                   |
| Швеція             | RBS 70                                | переносний зенітно-ракетний комплекс              | —    | 20.02.24 були озвучені подробиці нового траншу військової допомоги від Швеції                                                               |
| Велика Британія    | DragonFire                            | лазерний комплекс проти БпЛА                      | —    | 12.04.24 стало відомо що Британія планує передати лазерний комплекс DragonFire Україні                                                      |
| США                | MIM-104 Patriot (4-8 ПУ в 1 комлексі) | зенітний ракетний комплекс середнього радіусу дії | 0/1  | 14.05.24 стало відомо про плани відправити в Україну додаткову батарею ЗРК Patriot, 12.06.24 схвалено президентом США                       |
| Литва              | AMBER-1800                            | наземна мобільна радіолокаційна станція           | 0/6  | 17.05.24 було повідомлено що Литва придбає для української армії радіолокаційні станції Amber-1800 з дальністю виявлення об’єктів до 400 км |
| Італія             | SAMP-T (4 ПУ в 1 комлексі)            | зенітний ракетний комплекс середнього радіусу дії | 0/1  | 04.06.24 Італія підтвердила передачу додаткової батареї зенітного ракетного комплексу SAMP/T                                                |
| Європейський Союз  | MIM-104 Patriot (4-8 ПУ в 1 комлексі) | зенітний ракетний комплекс середнього радіусу дії | 0/1  | 21.06.24 стало відомо що Нідерланди та ще одна країна готуються надати Україні комплекс протиповітряної оборони Patriot                     |
| Нідерланди         | MIM-104 Patriot (4-8 ПУ в 1 комлексі) | зенітний ракетний комплекс середнього радіусу дії | 0/1  | 07.07.24. стало відомо що Нідерланди додатково передадуть Україні ще один комплекс Patriot                                                  |
| НАТО               | MIM-104 Patriot (4-8 ПУ в 1 комлексі) | зенітний ракетний комплекс середнього радіусу дії | —    | 10.07.24 стало відомо про додаткові постачання MIM-104 Patriot напередодні 75-го ювілейного саміту НАТО                                     |
| Іспанія            | MIM-23 Hawk (6 ПУ в 1 комлексі)       | зенітний ракетний комплекс середнього радіусу дії | —    | 25.07.24 Іспанія анонсувала передачу Україні системи ППО Hawk                                                                               |
| Канада             | NASAMS (12 ПУ в 1 комлексі)           | зенітний ракетний комплекс середнього радіусу дії | 0/1  | 05.09.24 стало відомо що Канада передасть Україні NASAMS на початку 2025 року                                                               |
| США                | MIM-104 Patriot (4-8 ПУ в 1 комлексі) | зенітний ракетний комплекс середнього радіусу дії | 0/1  | 26.09.24 було оголошено що США передадуть Україні додатковий комплекс ППО Patriot                                                           |

### Можливі постачання
| походження і назва | походження і назва         | тип                                               | к-ть | подробиці |
| ------------------ | -------------------------- | ------------------------------------------------- | ---- | --- |
| Греція             | С-300 (12 ПУ в 1 комлексі) | зенітний ракетний комплекс середнього радіусу дії | —    | 24.11.22 стало відомо про можливість передачі С-300 та «Тор-М1» з Греції через США Україні                     |
| Греція             | «Тор-М1»                   | зенітний ракетний комплекс середнього радіусу дії | —    | 24.11.22 стало відомо про можливість передачі С-300 та «Тор-М1» з Греції через США Україні                     |
| Еквадор            | 9К33 «Оса-АКМ»             | зенітний ракетний комплекс малого радіусу дії     | 0/6  | 06.02.24 стало відомо що Еквадор може через США поставити Україні ЗРК                                          |
| Німеччина          | NOMADS                     | зенітний ракетний комплекс малого радіусу дії     | —    | 22.06.24 стало відомо що Україна може отримати систему ППО NOMADS                                              |
| США                | THAAD                      | зенітний ракетний комплекс середнього радіусу дії | —    | 22.11.24 стало відомо що Україна працює з американськими партнерами над отриманням протиракетної системи THAAD |

## Трофеї[1]
| походження і назва               | походження і назва               | тип                             | к-ть | подробиці                                                  |
| -------------------------------- | -------------------------------- | ------------------------------- | ---- | ---------------------------------------------------------- |
| 9К35 «Стріла-10»                 | 9К35 «Стріла-10»                 | зенітно-ракетний комплекс       | 4    | Задокументовано 4 неушкоджених трофеї станом на 01.03.23   |
| 96К6 «Панцирь-С1»                | 96К6 «Панцирь-С1»                | зенітно-ракетний комплекс       | 2    | Задокументовано 2 неушкоджених трофея станом на 01.03.23   |
| 9К33 «Оса»                       | 9К33 «Оса»                       | зенітно-ракетний комплекс       | 3    | Задокументовано 3 неушкоджених трофея станом на 01.03.23   |
| 9A317 (складова 9K317 «Бук-М2»)  | 9A317 (складова 9K317 «Бук-М2»)  | самохідна вогнева установка     | 1    | Задокументовано 1 неушкоджений трофей станом на 01.03.23   |
| ЗУ-23-2                          | ЗУ-23-2                          | 23-мм зенітна установка         | 13   | Задокументовано 13 неушкоджених трофеїв станом на 01.03.23 |
| 9A331M (складова 9К332 «Тор-М2») | 9A331M (складова 9К332 «Тор-М2») | бойова машина ЗРК               | 2    | Задокументовано 2 неушкоджених трофеї станом на 01.03.23   |
| 9A331 (складова 9К331 «Тор-М1»)  | 9A331 (складова 9К331 «Тор-М1»)  | бойова машина ЗРК               | 2    | Задокументовано 2 неушкоджених трофея станом на 01.03.23   |
| 9A330 (складова 9К330 «Тор»)     | 9A330 (складова 9К330 «Тор»)     | бойова машина ЗРК               | 3    | Задокументовано 3 неушкоджених трофеї станом на 01.03.23   |
| 9A316 (складова 9K317 «Бук-М2»)  | 9A316 (складова 9K317 «Бук-М2»)  | пуско-заряджальна установка ЗРК | 3    | Задокументовано 3 неушкоджених трофеї станом на 01.03.23   |
| 9С36 (складова 9K317 «Бук-М2»)   | 9С36 (складова 9K317 «Бук-М2»)   | радіолокаційна станція ЗРК      | 1    | Задокументовано 1 неушкоджений трофей станом на 01.03.23   |
| 9С18М1 (складова 9K37 «Бук-М1»)  | 9С18М1 (складова 9K37 «Бук-М1»)  | радіолокаційна станція ЗРК      | 1    | Задокументовано 1 неушкоджений трофей станом на 01.03.23   |

## Втрати[189]
| походження і назва               | тип                             | к-ть | подробиці                                                        |
| -------------------------------- | ------------------------------- | ---- | ---------------------------------------------------------------- |
| 5П85-1А (складова С-300)         | пускова установка ЗРК           | 20   | задокументовано 20 втрачених 5П85-1А станом на 01.02.23          |
| 9К33 «Оса»                       | зенітно-ракетний комплекс       | 16   | задокументовано 16 втрачених 9К33 «Оса» станом на 01.02.23       |
| 5П85-Д (складова С-300)          | пускова установка ЗРК           | 14   | задокументовано 14 втрачених 5П85-Д станом на 01.02.23           |
| 9К35 «Стріла-10»                 | зенітно-ракетний комплекс       | 10   | задокументовано 10 втрачених 9К35 «Стріла-10» станом на 01.02.23 |
| 5П85-С (складова С-300)          | пускова установка ЗРК           | 9    | задокументовано 9 втрачених 5П85-С станом на 01.02.23            |
| 9A310М1 (складова 9K37 «Бук-М1») | бойова машина ЗРК               | 7    | задокументовано 7 втрачених 9A310М1 станом на 01.02.23           |
| 9A39М1 (складова 9K37 «Бук-М1»)  | пуско-заряджальна установка ЗРК | 3    | задокументовано 3 втрачених 9A39М1 станом на 01.02.23            |
| 5П85-Д (складова С-300)          | пускова установка ЗРК           | 2    | задокументовано 2 втрачених 5П85-Д станом на 01.02.23            |